# Comitê Paralímpico Espanhol
O Comitê Paraolímpico Espanhol (português brasileiro) ou Comité Paraolímpico Espanhol (português europeu) (CPE) é a organização que coordena o esporte para as pessoas com deficiência na Espanha, em colaboração com o Conselho Superior de Esportes.
Foi criado em 1995 e desde 1998 se reconhecem as mesmas funções que o do Comitê Olímpico Espanhol.

## Federações
- Federação Espanhola de Esportes para Cegos (Federación Española de Deportes para Ciegos) (FEDC)
- Federação Espanhola de Esportes de Pessoas com Deficiência Física (Federación Española de Deportes de Personas con Discapacidad Física) (FEDDF)
- Federação Espanhola de Esportes para Deficientes Intelectuais (Federación Española de Deportes para Discapacitados Intelectuales (FEDDI)
- Federação Espanhola de Esportes para Surdos (Federación Española de Deportes para Sordos (FEDS)
- Federação Espanhola de Esportes para Paralíticos Cerebrais (Federación Española de Deportes de Paralíticos Cerebrales (FEDPC)